# Río Oscar
El río Oscar es un curso natural de agua que nace de la confluencia de varios cauces descendientes de los altos del Boquerón (al norte de bahía Inútil) en la Región de Magallanes, Chile, y fluye hacia el norte hasta desembocar en la ribera sur del estrecho de Magallanes.

## Trayecto
Corre hacia el norte entre los ríos Río O'Higgins y Río del Oro (Bahía San Felipe). El mapa de Luis Risopatrón lo muestra con los chorrillos Horquetas, Tesoro, Guanaco, Moneda y Blanco como afluentes.

## Caudal y régimen
El caudal promedio anual era hasta 1997 1.92 m³/s.: Anexo 2, p2 

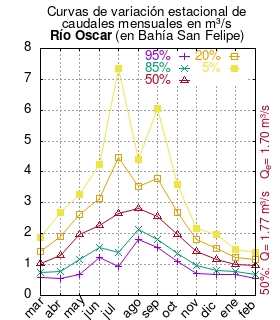
Curvas de variación de caudales medios mensuales del río Oscar en desembocadura en Bahía San Felipe.

El caudal del río (en un lugar fijo) varía en el tiempo, por lo que existen varias formas de representarlo. Una de ellas son las curvas de variación estacional que, tras largos periodos de mediciones, predicen estadísticamente el caudal mínimo que lleva el río con una probabilidad dada, llamada probabilidad de excedencia. La curva de color rojo ocre (con {\displaystyle {\color {Red}\vartriangle }}) muestra los caudales mensuales con probabilidad de excedencia de un 50%. Esto quiere decir que ese mes se han medido igual cantidad de caudales mayores que caudales menores a esa cantidad. Eso es la mediana (estadística), que se denota Qe, de la serie de caudales de ese mes. La media (estadística) es el promedio matemático de los caudales de ese mes y se denota {\displaystyle {\overline {Q}}}. 
Una vez calculados para cada mes, ambos valores son calculados para todo el año y pueden ser leídos en la columna vertical al lado derecho del diagrama. El significado de la probabilidad de excedencia del 5% es que, estadísticamente, el caudal es mayor solo una vez cada 20 años, el de 10% una vez cada 10 años, el de 20% una vez cada 5 años, el de 85% quince veces cada 16 años y la de 95% diecisiete veces cada 18 años. Dicho de otra forma, el 5% es el caudal de años extremadamente lluviosos, el 95% es el caudal de años extremadamente secos. De la estación de las crecidas puede deducirse si el caudal depende de las lluvias (mayo-julio) o del derretimiento de las nieves (septiembre-enero).

## Historia
Luis Risopatrón lo describe en su Diccionario Jeográfico de Chile de 1924:: 608 
Oscar (Río). Corre en la isla Grande de Tierra del Fuego, en la dirección jeneral de S a N i se vacia en el estrecho de Magallanes, a corta distancia al E de punta Piedra; en su hoya se ha comprobado la existencia de mantos carboníferos i arrastra oro en sus arenas, para el beneficio de las cuales se estableció una draga a vapor en sus orijenes por el año de 1907.